# Stigmella aladina
Stigmella aladina là một loài bướm đêm thuộc họ Nepticulidae. Nó được tìm thấy ở Nga (Primorskiy Kray), Trung Quốc (Hắc Long Giang) và Nhật Bản (Honshu, Kyushu).
Sải cánh dài 4.6-5.7 mm. Có hai lứa trưởng thành một năm. Con trưởng thành bay vào tháng 7-tháng 8 và một lần nữa vào mùa xuân, mặc dù lứa thứ hai chỉ thấy từ các mẫu được nuôi.
Ấu trùng ăn các loài Quercus mongolica và Quercus serrata và Quercus acutissima. Chúng ăn lá nơi chúng làm tổ. Kén rất giống kén của loài Stigmella dentatae và Stigmella roborella.